# Aimé Talpe
Aimé Talpe (Hooglede, 8 augustus 1880 - Kortemark, 11 december 1964) was een Belgisch ondernemer in de provincie West-Vlaanderen.
Hij was de zoon van Désiré Talpe (1830-1905) uit Oostnieuwkerke en Julie Baert (1840-1883) uit Hooglede. Hij was gehuwd met Marguerite Isebaert (1890-1976), beiden zijn de grootouders van de oprichtster van E5 Mode Margriet Talpe en de overgrootouders van acteur Louis Talpe.

## Conserven
In 1907 was hij de stichter van de conservenfabriek Aurora in de Amersveldestraat te Kortemark, een bedrijf dat zich later Star ging noemen. De familie Talpe was in geruime tijd een van de grootste werkgevers in de regio. Het bedrijf werd decennia later overgenomen door de Franse sectorgenoot Bonduelle.
De familie Talpe woonde geruimde tijd in de Kortemarkse Stationsstraat, het herenhuis Aurora genaamd. De statige woning kwam er in 1899 op vraag van de brouwersfamilie Jules Bonte-Rommelaere. Sinds geruime tijd doet de woning dienst als gemeentehuis van de fusiegemeente Kortemark.
Aimé Talpe was de broer van Honoré Talpe (1867-1949), die samen met zijn zonen cichorei produceerden te Roeselare. De naam was destijds vooral bekend bij de jeugd omwille van zijn gekleurde, educatieve en te verzamelen prentjes.